# مكتبة هارولد واشنطن
مركز مكتبة هارولد واشنطن هو المكتبة المركزية لنظام مكتبة شيكاغو العامة . يقع إلى الجنوب مباشرة من Loop 'L' ، في 400 S. State Street في شيكاغو ، في ولاية إلينوي الأمريكية.

## نبذة
هي مكتبة كاملة الخدمات ومتوافقة مع ADA. كما هو الحال مع جميع المكتبات في نظام مكتبة شيكاغو العامة ، فإنه يحتوي على خدمة إنترنت واي فاي مجانية. يحتوي المبنى على ما يقرب من 756,000 قدم مربع (70,200 م2) من مساحة العمل. تبلغ المساحة الإجمالية 972,000 قدم مربع (90,300 م2) بما في ذلك البنتهاوس حديقة الشتاء على السطح. سمي على شرف هارولد واشنطن .
لينوي الأمريكية . إنها مكتبة كاملة الخدمات ومتوافقة مع ADA. كما هو الحال مع جميع المكتبات في نظام مكتبة شيكاغو العامة ، فإنه يحتوي على خدمة إنترنت واي فاي مجانية. يحتوي المبنى على ما يقرب من 756,000 قدم مربع (70,200 م2) من مساحة العمل. تبلغ المساحة الإجمالية 972,000 قدم مربع (90,300 م2) بما في ذلك البنتهاوس حديقة الشتاء على السطح. سمي على شرف هارولد واشنطن .

## تاريخ

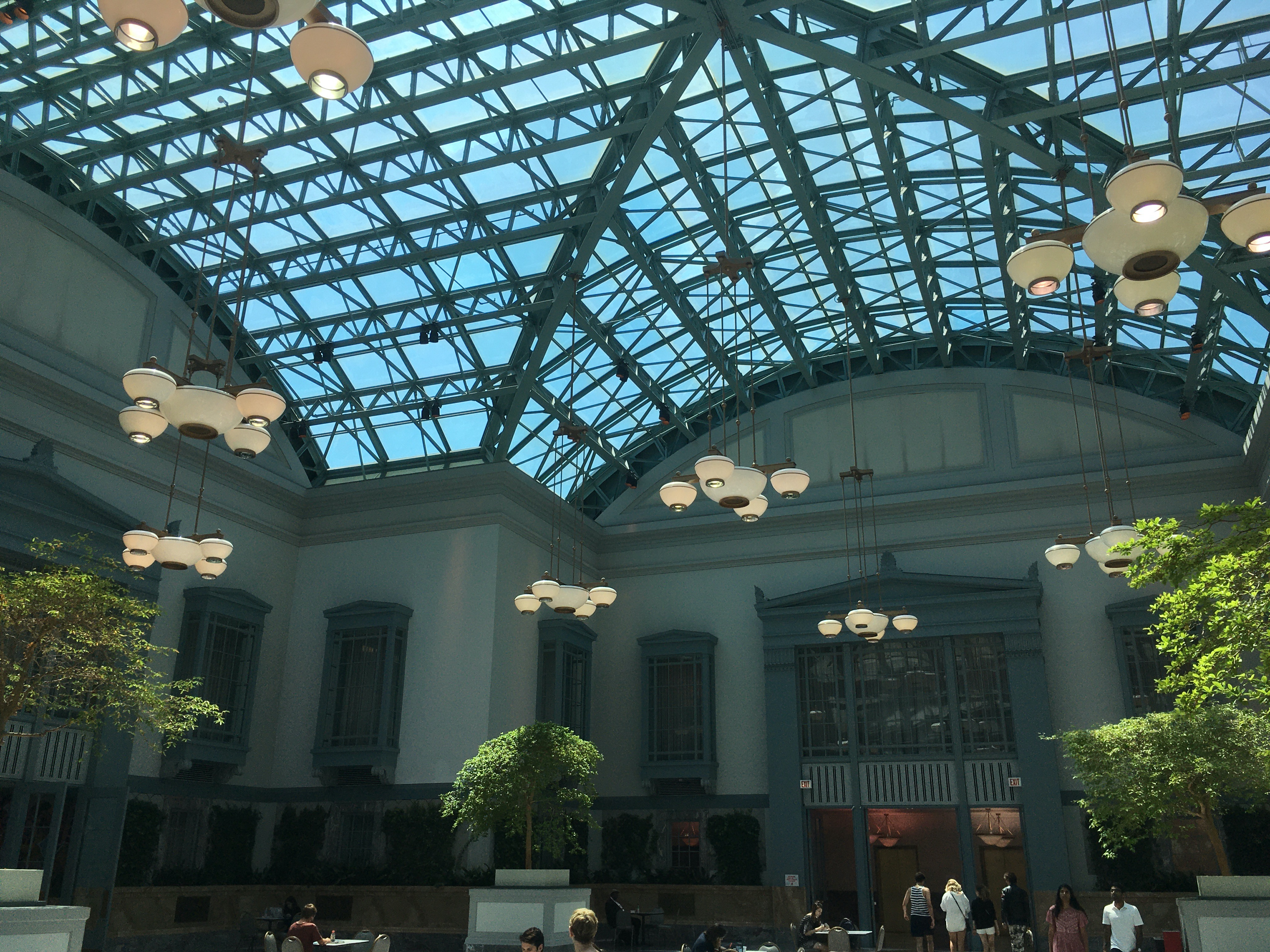
الحديقة الشتوية بالمكتبة في الطابق التاسع

مع تحويل مكتبة شيكاغو المركزية السابقة إلى مركز شيكاغو الثقافي في عام 1977 ، تم افتتاح مكتبة مركزية مؤقتة طويلة الأجل في مبنى Mandel في 425 North Michigan Avenue  وتم تخزين الكثير من مجموعة المكتبة. تبع ذلك نقاش حول مكتبة مركزية جديدة واستمر طوال معظم الثمانينيات ، محبطًا بسبب نقص التمويل. عند انتخابه في عام 1983 ، دعم العمدة هارولد واشنطن بناء مكتبة مركزية جديدة. بعد الاضطراب الذي شهدته أربع إدارات لرئاسة البلدية في فترة سبع سنوات ، أخيرًا ، في عام 1986 خلال فترة ولاية واشنطن ، اختارت المدينة ومجلس المكتبة موقعًا وطرحوا سندات بقيمة 175 مليون دولار لتوفير الأموال للمبنى الجديد ، بالإضافة إلى نظام فرع مكتبة كامل على مستوى المدينة. في عام 1987 ، أقامت المدينة مسابقة تصميم لاتخاذ قرار بشأن الهندسة المعمارية للمكتبة. تم اختيار خمسة مداخل بارزة من تحالفات التصميم والبناء للمهندسين المعماريين والمقاولين ، والتي تمثل التصاميم من قبل VOA Associates بالتعاون مع Arthur Erickson ؛ هاموند وبيبي وبابكا ؛ Murphy / Jahn و Lohan Associates و SOM . تم تقليص الإدخالات إلى اثنين من المرشحين النهائيين: فريق مكتبة شيكاغو مع تصميم هيلموت جان الزجاجي الحديث ، وائتلاف SEBUS ، الذي أخذ تصميمه ما بعد الحداثي من قبل هاموند وبيبي وبابكا عناصر من المباني التاريخية القريبة. والجدير بالذكر أن تصميم Jahn كان يقوس فوق شارع Van Buren على المنطقة التي يشغلها الآن منتزه Pritzker Park ، ويشتمل على محطة مرتفعة جديدة في Loop في شيكاغو. تم اعتبار هذه العناصر باهظة الثمن ، إلى جانب بقية تصميم Jahn ، لذلك فاز تصميم Hammond و Beeby و Babka بالمنافسة. تقع النماذج المعمارية التي أنشأتها فرق المشاركين في الطابق الثامن من مركز مكتبة هارولد واشنطن ، باستثناء مدخل SEBUS ، والذي يقع في المجموعات الخاصة بالطابق التاسع.
بدعم من هارولد واشنطن وعائلة بريتزكر الثرية في شيكاغو ، تم كسر الأرضية في الموقع المختار في كونجرس باركواي وستيت ستريت ، الذي يغطي كتلة كاملة. عند الانتهاء من المبنى في عام 1991 ، قام العمدة الجديد ، ريتشارد إم دالي ، بتسمية المبنى على شرف العمدة السابق المتوفى الآن هارولد واشنطن ، وهو مدافع عن القراءة والتعليم بين سكان شيكاغو وكذلك من دعاة بناء المكتبة. قبل عام 1872 ، كان لدى شيكاغو مكتبات خاصة بشكل أساسي. ردت إنجلترا على حريق شيكاغو العظيم عام 1871 من خلال التبرع بأكثر من 8000 كتاب للمدينة ، والتي أصبحت أساس أول مكتبة عامة. تم وضع هذه المجموعة في أماكن مختلفة ، حتى تم بناء المكتبة المركزية في عام 1891. افتتحت مكتبة هارولد واشنطن في 7 أكتوبر 1991. منذ اكتمالها ، ظهرت المكتبة في موسوعة غينيس للأرقام القياسية كأكبر مبنى مكتبة عامة في العالم. في عام 2013 ، فاز المهندس المعماري ورئيس مجلس إدارة Hammond و Beeby و Babka ، Thomas H. Beeby ، بجائزة Driehaus Architecture المرموقة عن هذا المشروع وغيره من المشاريع.
لينوي الأمريكية . إنها مكتبة كاملة الخدمات ومتوافقة مع ADA. كما هو الحال مع جميع المكتبات في نظام مكتبة شيكاغو العامة ، فإنه يحتوي على خدمة إنترنت واي فاي مجانية. يحتوي المبنى على ما يقرب من 756,000 قدم مربع (70,200 م2) من مساحة العمل. تبلغ المساحة الإجمالية 972,000 قدم مربع (90,300 م2) بما في ذلك البنتهاوس حديقة الشتاء على السطح. سمي على شرف هارولد واشنطن .

## بنيان

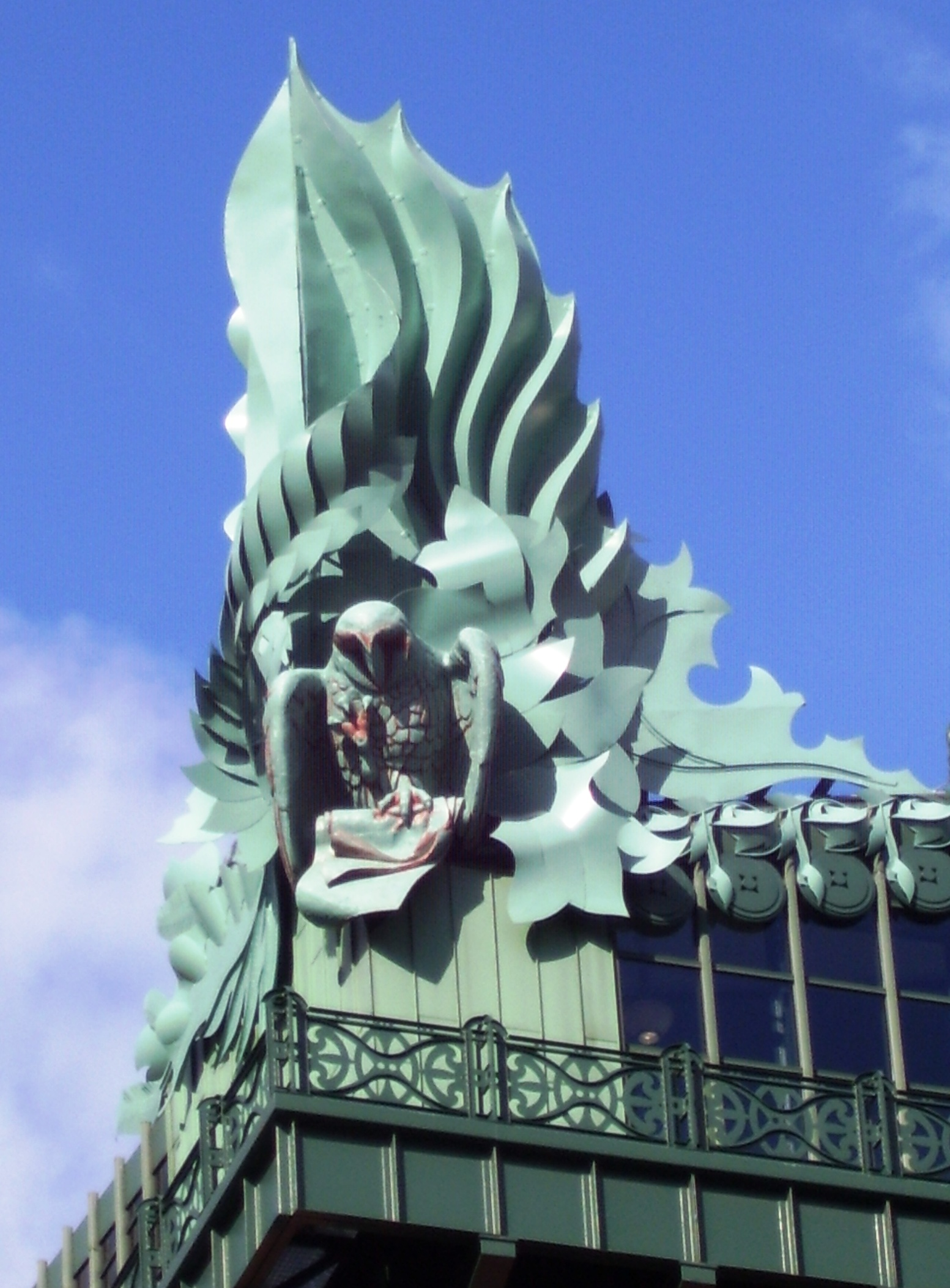
البومة في الركن الجنوبي الغربي من المبنى

### الخارج
يستحضر التصميم الخارجي تصميم مباني Rookery و Auditorium و Monadnock. الجزء السفلي مصنوع من كتل الجرانيت الكبيرة. يشكل الطوب الأحمر غالبية السطح الخارجي. يعتمد هذان الجزءان على أسلوب Beaux-Art .
تتكون الأقواس ومعظم الجانب الغربي المواجه لمحكمة بليموث من الزجاج والصلب والألمنيوم مع زخرفة تشبه أسلوب Mannerist. 
في عام 1993 ، تم تزيين السقف بسبعة أكروتريا كبيرة مطلية من الألومنيوم صممها كينت بلومر بأشكال بومة من تصميم ريموند كاسكي. يصور أكروتيريوم على جانب شارع الدولة بومة ، وهي رمز للمعرفة بسبب ارتباطها بالإلهة اليونانية أثينا . أكروتيريا في الكونغرس باركواي (الآن إيدا. B. Wells Drive) وعلى جوانب Van Buren تحتوي على قرون البذور ، والتي تمثل المكافأة الطبيعية للغرب الأوسط . يحتوي كل من الأكروتيريا الزاويّة على بومة تطفو في أوراق الشجر.
على الفجوة بين كتل الجرانيت وأجزاء الطوب توجد رصائع جدارية لها وجه سيريس وآذان من الذرة.
في الجوانب الشمالية والشرقية والجنوبية من المبنى توجد نوافذ مقوسة طويلة بطول خمسة طوابق. بين النوافذ أفاريز حبل.

### الداخلية
كل الأبواب العامة تؤدى إلى اللوبى . يقع المدخل العام الشمالي في Van Buren شرقًا مباشرة من محطة Harold Washington Library-State / Van Buren التابعة لـ CTA ، والتي تخدمها خطوط Brown و Orange و Pink و Purple. يتجه الممر شرقا ، ثم جنوبا ، ثم غربا ، ويفتح جنوبا على الردهة.

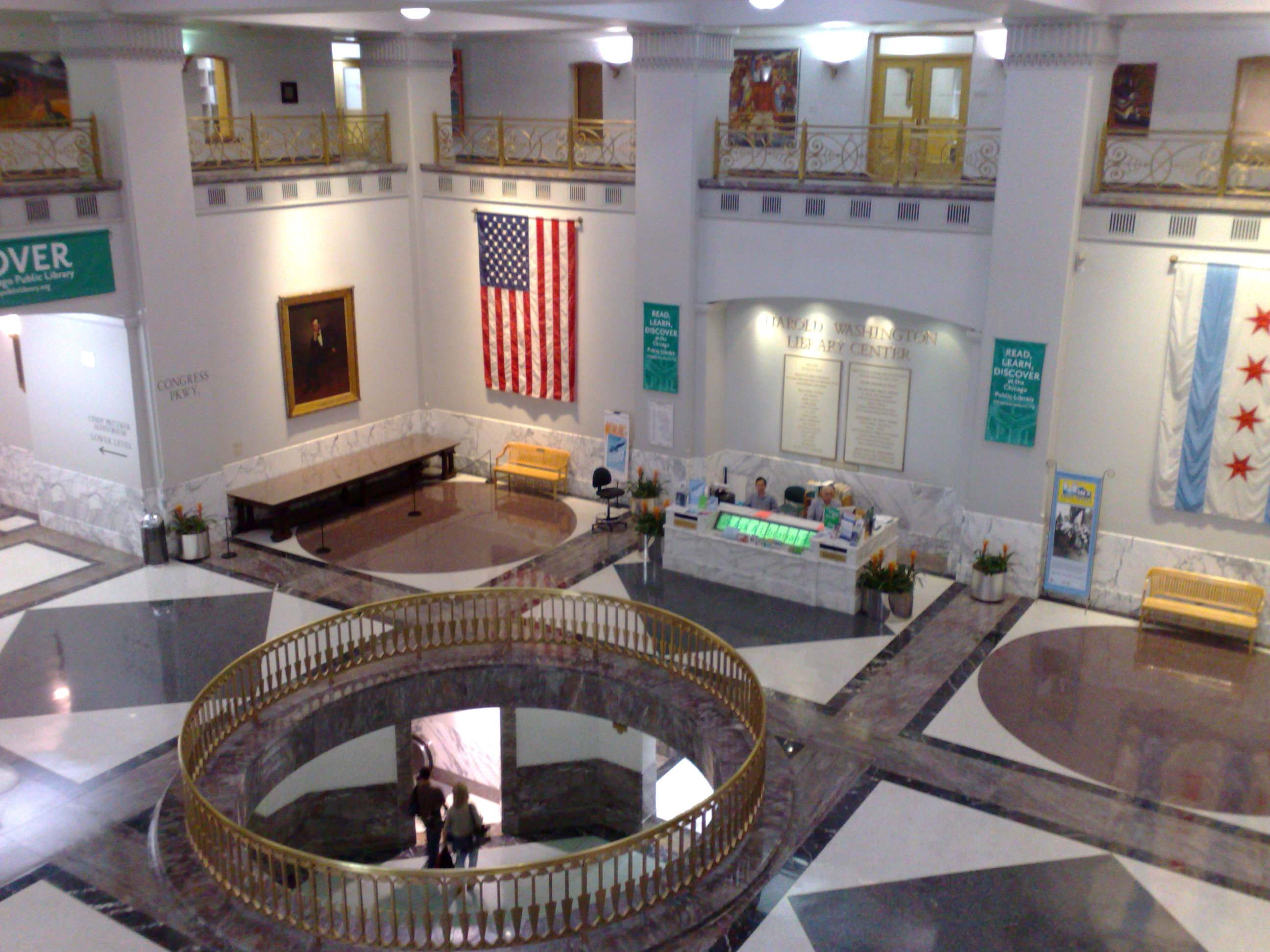
ردهة

المداخل العامة الشرقية والجنوبية مفتوحة مباشرة إلى الردهة. يفتح المدخل العام الغربي للمكاتب. يتجه الممر الغربي شرقا ثم جنوبا لفتحه في الردهة.
- يضم الطابق السفلي قاعة Cindy Pritzker ، وغرفة متعددة الأغراض وقاعة المعارض.
- اللوبى المركزى بارتفاع طابقين ويتضمن كلاً من مكاتب التوزيع والمعلومات. على الجانب الشرقي ، توجد المكتبة الشعبية وعلى الجانب الغربي توجد مساحة YouMedia للشباب.
- يضم الطابق الثاني مكتبة توماس هيوز للأطفال.
- يحتوي الطابق الثالث على أجهزة كمبيوتر للاستخدام العام والدوريات وقسم الإعارة بين المكتبات وخدمات المعلومات العامة بالإضافة إلى مساحة عمل المكتبة . يشتمل Maker Lab على طابعات ثلاثية الأبعاد متعددة وآلات CNC وآلات تقطيع بالليزر. استخدام هذه الآلات متاح مقابل رسوم رمزية.
- الطابق الرابع يحتوي على مواد الأعمال والعلوم العامة والتكنولوجيا.
- يضم الطابق الخامس المطبوعات الحكومية ومراجع بلدية شيكاغو وخرائط ومركزًا للمكفوفين وضعاف البصر والمعاقين جسديًا.
- يحتوي الطابق السادس على موارد العلوم الاجتماعية والتاريخ.
- يحتوي الطابق السابع على موارد الأدب واللغة بالإضافة إلى عمل للنحات البولندي الشهير جيرزي كينار .
- يحتوي الطابق الثامن على موارد الفنون المرئية والمسرحية وغرف ممارسة الموسيقى وغرف الصوت / المرئية.
- يحتوي الطابق التاسع على الحديقة الشتوية ، والتي قد تستخدم كغرفة قراءة أو يمكن استئجارها للوظائف الاجتماعية. يوجد أيضًا في هذا الطابق قاعات عرض ومجموعات خاصة وأرشيفات ومجموعات هارولد واشنطن.
- الطابق العاشر غير مفتوح للجمهور. يضم مكاتب للمكتبة والخدمات الفنية.[12]

بدعم من هارولد واشنطن وعائلة بريتزكر الثرية في شيكاغو ، تم كسر الأرضية في الموقع المختار في كونجرس باركواي وستيت ستريت ، الذي يغطي كتلة كاملة. عند الانتهاء من المبنى في عام 1991 ، قام العمدة الجديد ، ريتشارد إم دالي ، بتسمية المبنى على شرف العمدة السابق المتوفى الآن هارولد واشنطن ، وهو مدافع عن القراءة والتعليم بين سكان شيكاغو وكذلك من دعاة بناء المكتبة. قبل عام 1872 ، كان لدى شيكاغو مكتبات خاصة بشكل أساسي. ردت إنجلترا على حريق شيكاغو العظيم عام 1871 من خلال التبرع بأكثر من 8000 كتاب للمدينة ، والتي أصبحت أساس أول مكتبة عامة. تم وضع هذه المجموعة في أماكن مختلفة ، حتى تم بناء المكتبة المركزية في عام 1891. افتتحت مكتبة هارولد واشنطن في 7 أكتوبر 1991. منذ اكتمالها ، ظهرت المكتبة في موسوعة غينيس للأرقام القياسية كأكبر مبنى مكتبة عامة في العالم. في عام 2013 ، فاز المهندس المعماري ورئيس مجلس إدارة Hammond و Beeby و Babka ، Thomas H. Beeby ، بجائزة Driehaus Architecture المرموقة عن هذا المشروع وغيره من المشاريع.

## روابط خارجية
- صفحة ويب مكتبة هارولد واشنطن
- الصفحة الرئيسية لنظام مكتبة شيكاغو العامة